# Live in the UK 2008
Live in the UK 2008 är ett livealbum från poppunkbandet Paramore. Albumet är en begränsad utgåva, släppt i liten upplaga. Albumet innehåller tre liveframträdanden i Manchester, Brixton och Birmingham. Ursprungligen var det tänkt att besökarna på de tre konserterna skulle kunna välja vilket livealbum som kunde köpas. Detta ändrades till att endast Manchester-livealbumet fanns tillgängligt på vart och ett av datumen.  Brixton- och Birmingham-inspelningarna kunde köpas först den 5 februari.
Fansen kunde antingen förbeställa albumet online via Concert Live eller köpa albumet på själva konserten. Det fanns möjlighet att köpa enbart albumet, eller att köpa det inklusive återsläppningen av "Misery Business"-singeln i Storbritannien. De första 200 som förbeställt albumet med singlarna online fick en signerad version av "Misery Business"-singeln, medan de som köpte singlarna på konsert hade en 1 chans på 5 att få ett signerat ex.

## Låtlista

### Disc 1
1. "For a Pessimist, I'm Pretty Optimistic" – 4:33
2. "Born for This" – 4:12
3. "Emergency" – 4:52
4. "Never Let This Go" – 4:47
5. "Fences" – 3:47
6. "Let the Flames Begin" – 6:03
7. "When It Rains" – 3:37

### Disc 2
1. "Crushcrushcrush" – 3:34
2. "Pressure" – 4:47
3. "Here We Go Again" – 3:17
4. "That's What You Get" – 5:04
5. "My Heart" – 6:34
6. "Decoy" – 4:29
7. "Misery Business" – 3:46